# Андреас Купфер
Андреас Купфер (Швајнфурт, 7. мај 1914,  – Марктбрајт, 30. април 2001) био је немачки фудбалер.
Купфер је играо за 07 Швајнфурт до 1933. године, а затим се придружио Швајнфурт 05 до краја каријере. На репрезентативном нивоу играо је за репрезентацију Немачке (44 утакмице/1 гол), и био је учесник Светског првенства у фудбалу 1938. године.
Андерл Купфер био је један од најбољих бекова у историји немачког фудбала и једини је играч који је одиграо последњу међународну утакмицу Немачке пре краја Другог светског рата (играну 1942. године) и прву после рата (1950. године).
„Андерл“ Куфер био је један од најбољих бекова у историји немачког фудбала и једини је играч који је одиграо последњу међународну утакмицу Немачке пре краја Другог светског рата (оиграну 1942. године) и прву после рата (1950. године). Купфер је постао познат у немачком фудбалу као левоноги десни халф и заједно са својим колегом из клуба Албином Кицингером чинио је најбољи дуо у немачком фудбалу. Између два дефанзивца играо је штопер Лудвиг Голдбрунер и овај трио се сматрао најбољим одбрамбеним саставом у време када је Немачка играла систем 2-3-5.